# جیانلوکا سگارلی
جیانلوکا سگارلی (انگلیسی: Gianluca Segarelli؛ زادهٔ ۲۳ فوریهٔ ۱۹۷۸) بازیکن فوتبال اهل ایتالیا است.
از باشگاه‌هایی که در آن بازی کرده‌است می‌توان به باشگاه فوتبال پروجا، باشگاه فوتبال آلساندریا، باشگاه فوتبال آنکونا، باشگاه فوتبال پادوا، و باشگاه فوتبال چزنا اشاره کرد.